# Fresenius NephroCare România
Fresenius NephroCare România este subsidiara din România a grupului german Fresenius Medical Care AG & Co. K Ga A și a fost înființată în februarie 2003.
Compania a investit 9 milioane Euro în privatizarea centrelor de dializă din București, Iași, Constanța și Oradea.